# Bolszoje Swierczkowo
Bolszoje Swierczkowo (ros. Большое Сверчково) – wieś w Rosji, w rejonie nikolskim obwodu wołogodzkiego. W 2010 r. liczyła 79 mieszkańców.